# Norwegian Long Haul
Norwegian Long Haul is een Noorse luchtvaartmaatschappij die de lange afstandsvluchten van Norwegian.com verzorgt. Het bedrijf maakt sinds 2014 initieel gebruik van een Ierse vergunning waarmee de maatschappij gebruik kan maken van niet-Noors personeel. Tegenwoordig worden de vluchten echter uitgevoerd onder een Noorse en Britse vergunning. In tegenstelling tot de rest van de vloot zijn de Dreamliners niet uitgerust met WiFi maar wel met een persoonlijk IFE.
Op 14 januari 2021 maakte het moederbedrijf bekend dat Norwegian gaat stoppen met de long haul operatie. Sinds april 2020 lag de operatie ten gevolge van het Coronavirus echter al stil.

## Vloot
De vloot van Norwegian Long Haul bestaat sinds april 2020 uit:
| Norwegian Long Haul (DU) | Norwegian Long Haul (DU) | Norwegian Long Haul (DU) | Norwegian Long Haul (DU) | Norwegian Long Haul (DU) | Norwegian Long Haul (DU) | Norwegian Long Haul (DU) | Norwegian Long Haul (DU) |
| Vliegtuigtype            | In Dienst                | Bestellingen             | Passagiers               | Passagiers               | Passagiers               | Opmerkingen              |                          |
| Vliegtuigtype            | In Dienst                | Bestellingen             | P                        | E                        | Totaal                   | Opmerkingen              |                          |
| ------------------------ | ------------------------ | ------------------------ | ------------------------ | ------------------------ | ------------------------ | ------------------------ | ------------------------ |
| Boeing 787-8             | 8                        | 0                        | 32                       | 259                      | 291                      | –                        |                          |
| Boeing 787-9             | 26                       | 0                        | 35                       | 309                      | 344                      | –                        |                          |
| Totaal (DU)              | 34                       | 0                        |                          |                          |                          |                          |                          |

## Bestemmingen

### Europa
- Amsterdam
- Barcelona-El Prat (hub)
- Kopenhagen (hub)
- Londen-Gatwick (hub)
- Madrid
- Oslo (hub)
- Parijs-Charles de Gaulle (hub)
- Parijs-Orly
- Rome-Fiumicino
- Stockholm-Arlanda (hub)
- Athene

### Noord-Amerika
- New York-JFK
- New York-Newark
- Boston-Logan
- Fort Lauderdale
- Miami
- Orlando
- Los Angeles
- Oakland
- San Francisco
- Seattle-Tacoma
- Denver
- Tampa
- Austin (alleen zomerseizoen)
- Las Vegas (alleen winterseizoen)

### Zuid-Amerika
- Buenos Aires-Ezeiza
- Rio de Janeiro-Galeão

### Azië
- Bangkok
- Krabi
- Singapore (alleen winterseizoen)